# Leipzig Open

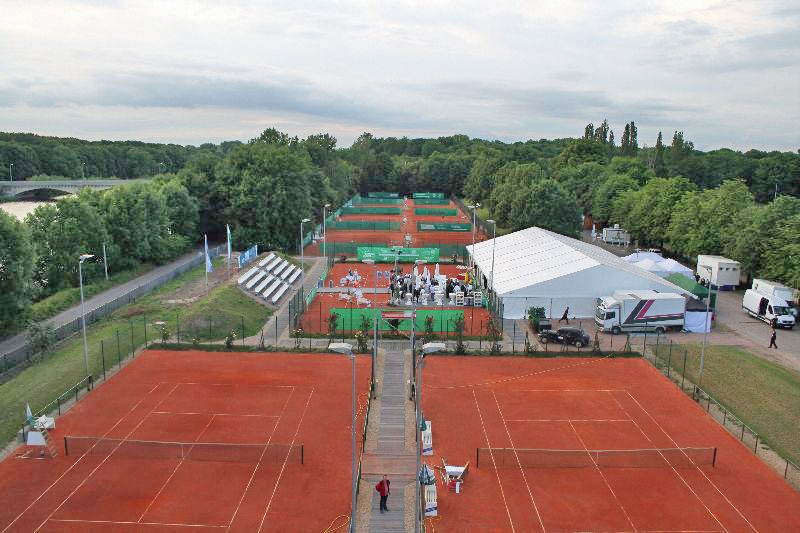
Anlage des Leipziger Tennisclubs 1990 e.V. – LTC 1990

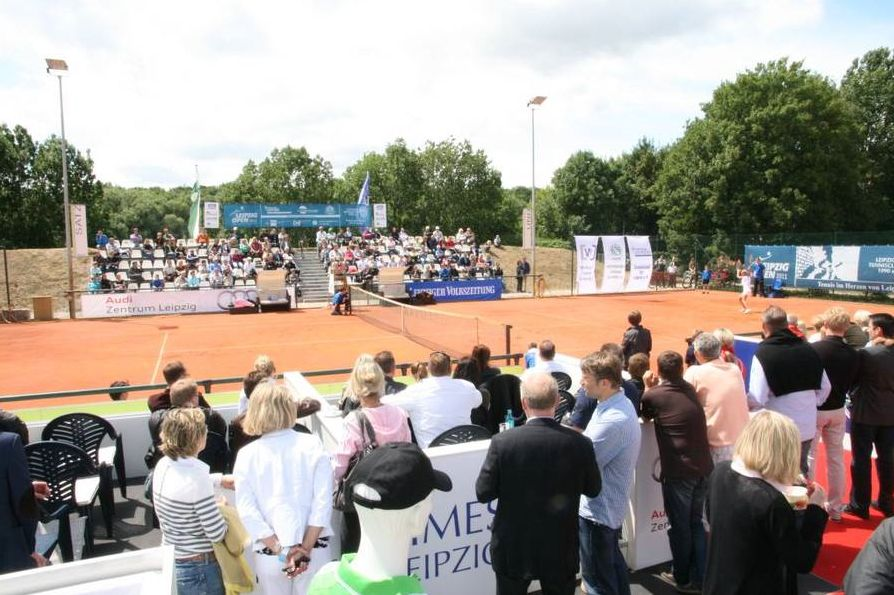
Der Finalplatz der Leipzig Open 2011

Die Leipzig Open (Eigenschreibweise LEIPZIG OPEN) sind ein Tennisturnier für Damen und Herren in Leipzig.
Das Turnier wurde 2003 unter dem Namen Bosch Leipzig Open gegründet und 2007 in Leipzig Open umbenannt. Es wird auf der Anlage des Leipziger Tennisclubs 1990 e.V. ausgetragen.
Die Leipzig Open gehen über vier Turniertage und waren von 2011 bis 2013 Bestandteil der German Masters Series und stellen seit 2005 gleichzeitig die Internationalen Sächsischen Meisterschaften dar. Das Turnier ist mit einem Preisgeld von 10.200 Euro dotiert.
Die Organisation und Durchführung der Leipzig Open übernehmen über 100 Ehrenamtliche des ausrichtenden Vereins und Verbandes. Neben dem Turnier der Aktiven gibt es ein Wirtschafts- und Juniorenturnier sowie ein umfangreiches Rahmenprogramm für Spieler und Gäste. Der Eintritt ist an allen Turniertagen frei.
→ Für das ebenfalls Leipzig Open genannte Damenturnier der ITF Women’s World Tennis Tour, siehe: ITF Leipzig

## Austragungsort
Austragungsort des Tennisturniers ist Leipzig in Sachsen, Deutschland. Gespielt wird an allen vier Turniertagen auf der Anlage des Leipziger Tennisclubs 1990 e.V. am Zentralstadion der Stadt Leipzig. Der Leipziger Tennisclub 1990 e.V. verfügt über elf Außenplätze, darunter drei mit Flutlicht und einen CenterCourt mit über 200 Sitzplätzen.

## Siegerlisten

### Damen
| Jahr | Siegerin                                         | Finalgegnerin                              | Finalergebnis                              |
| ---- | ------------------------------------------------ | ------------------------------------------ | ------------------------------------------ |
| 2024 | Alewtina Ibragimowa                              | Alexandra Vecic                            | 6:2, 1:6, 6:2                              |
| 2023 | Brenda Fruhvirtová                               | Darja Astachowa                            | 6:3, 6:3                                   |
| 2022 | Nina Potočnik                                    | Mara Guth                                  | 4:6, 6:2, 7:5                              |
| 2021 | ausgefallen aufgrund der COVID-19-Pandemie       | ausgefallen aufgrund der COVID-19-Pandemie | ausgefallen aufgrund der COVID-19-Pandemie |
| 2020 | ausgefallen aufgrund der COVID-19-Pandemie       | ausgefallen aufgrund der COVID-19-Pandemie | ausgefallen aufgrund der COVID-19-Pandemie |
| 2019 | Jule Niemeier                                    | Katharina Gerlach                          | 6:3, 6:3                                   |
| 2018 | Warwara Flink                                    | Julia Grabher                              | 6:3, 6:2                                   |
| 2017 | Magdalena Fręch                                  | Richèl Hogenkamp                           | 6:2, 7:6                                   |
| 2016 | Olessja Perwuschina                              | Julia Grabher                              | 7:6, 3:6, 7:5                              |
| 2015 | Walerija Strachowa                               | Jesika Malečková                           | 7:6, 6:1                                   |
| 2014 | Rebecca Šramková                                 | Petra Uberalová                            | 6:4, 3:6, 6:2                              |
| 2013 | Zuzana Zalabksa (TC Blau-Weiß Dresden-Blasewitz) | Natalie Pröse (Offenbacher TC)             | ohne Spiel                                 |
| 2012 | Lisa Brinkmann (TC Olympia Lorsch)               | Andrea Fischer (Leipziger SC 1901)         | 1:6, 6:1, 7:6                              |
| 2011 | Ivana Lisjak (ohne Verein)                       | Dinah Pfizenmaier (THC im VfL Bochum)      | 6:2, 7:6                                   |

### Herren
| Jahr | Sieger                                 | Finalgegner                         | Finalergebnis |
| ---- | -------------------------------------- | ----------------------------------- | ------------- |
| 2013 | Marc Sieber (Bremerhavener TV)         | Stephan Hoiss (MTTC Iphitos)        | 6:4, 6:2      |
| 2012 | André Begemann (Rochusclub Düsseldorf) | Jonas Lütjen (TC Weinheim)          | 6:3, 7:5      |
| 2011 | Frank Wintermantel (TC Weinheim)       | Ralf Steinbach (TC Sandanger Halle) | 7:5, 7:5      |

## Eingetragenes Markenzeichen
Die Wortbildmarke der Leipzig Open (bestehend aus dem stilisierten Tennisschläger, dem Leipzig Open-Schriftzug sowie einer Jahreszahl) sind beim europäischen Harmonisierungsamt für den Binnenmarkt (HABM) als Gemeinschaftsmarke auf den Leipziger Tennisclub 1990 e.V. eingetragen.

## Bestes Nationales Tennisturnier 2012
Die Leipzig Open wurden vom Beirat der HEAD German Masters Series zum Besten Nationalen Tennisturnier des Jahres 2012 gewählt.